# 瓦朗蒂涅
瓦朗蒂涅（法語：Valentigney，法語發音：[valɑ̃tiɲɛ]）是法国杜省的一个市镇，位于蒙贝利亚尔市区南部，杜河左岸，是蒙贝利亚尔的一个卫星城，属于蒙贝利亚尔区。

## 地理
瓦朗蒂涅（47°27'45"N, 6°49'56"E）面积9.74 平方千米，位于法国勃艮第-弗朗什-孔泰大區杜省，该省份为法国东部内陆省份，北起上索恩省，西接汝拉省，东部及东南部与瑞士接壤，东北部与贝尔福地区省接壤。
与瓦朗蒂涅接壤的市镇（或旧市镇、城区）包括：瑟隆库尔、欧丹库尔、邦德瓦勒、芒德尔、马泰、武若库尔。

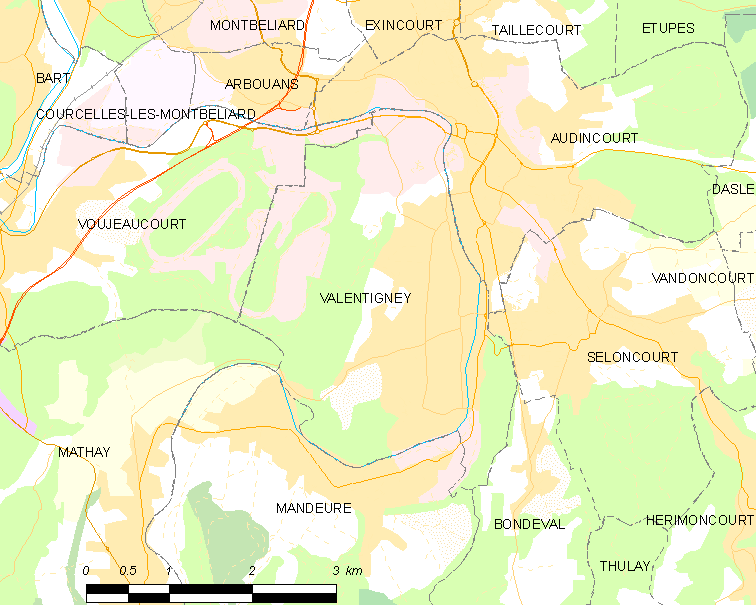
瓦朗蒂涅的OSM定位图

瓦朗蒂涅的时区为UTC+01:00、UTC+02:00（夏令时）。

## 行政
瓦朗蒂涅的邮政编码为25700，INSEE市镇编码为25580。

## 政治
瓦朗蒂涅所属的省级选区为瓦朗蒂涅县。

## 人口

1962-2008年间瓦朗蒂涅人口变化图示

瓦朗蒂涅于2022年1月1日时的人口数量为10624人。